# Polskie Towarzystwo Legislacji
Polskie Towarzystwo Legislacji (PTL) – założone w 1996 r. stowarzyszenie prawnicze z siedzibą w Warszawie.
Zgodnie z § 6 Statutu Polskiego Towarzystwa Legislacji jego celem jest „popieranie rozwoju praktyki oraz nauki tworzenia prawa (legislacji), upowszechniania wiedzy w tym zakresie, zwłaszcza wśród prawników naukowców i praktyków, w tym pracowników urzędów administracji publicznej, przyczynianie się do doskonalenia procesu tworzenia prawa i technik legislacyjnych.”
Członkostwo w Towarzystwie dzieli się na trzy kategorie: członków zwyczajnych, wspierających i honorowych. Członkostwo zwyczajne może otrzymać prawnik prowadzący badania lub zawodowo zajmujący się problematyką tworzenia prawa (legislacji) oraz – za zgodą Zarządu – inne osoby zainteresowane zagadnieniami legislacji i jej stosowaniem w praktyce.
Pracami Towarzystwa kieruje obecnie 8-osobowy Zarząd w składzie: Ewa Polkowska – prezes, Andrzej Dorsz, Piotra Kędziora – wiceprezes, Jacek Krawczyk, Mariusz Lachowski, Adam Niemczewski – skarbnik, Michał Pruszyński – sekretarz, Wiesław Staśkiewicz – wiceprezes. Poprzednim – do 2010 r. – wieloletnim prezesem PTL był dr Maciej Graniecki, zaś wiceprezesami prof. Sławomira Wronkowska-Jaśkiewicz i prof. Andrzej Gwiżdż.

## Działalność
Towarzystwo prowadzi różnorodną działalność edukacyjną i ekspercką. Na jego forum odbywa się fachowa dyskusja na temat aktualnych zagadnień legislacji z udziałem czołowych przedstawicieli nauk prawnych i organów ochrony prawa. Przykładem tego są następujące wydarzenia. W 2004 r. problematyka zatytułowana "Konstytucja i orzeczenia Trybunału Konstytucyjnego w pracy legislatora" stała się przedmiotem wykładu autorstwa prof. Marka Safjana, prezesa Trybunału Konstytucyjnego. W 2005 r. podczas zebrania PTL o roli legislatorów w realizacji zasady demokratycznego państwa prawa mówiła prof. Ewa Łętowska, były Rzecznik Praw Obywatelskich. W 2008 r. w Towarzystwie przeprowadzono dyskusję na tle wystąpienia dr. Janusza Kochanowskiego, ówczesnego Rzecznika Praw Obywatelskich, szczególnie w sprawie postulatu zmian w Konstytucji RP. W 2010 r. dr Bohdan Zdziennicki, prezes Trybunału Konstytucyjnego podjął zagadnienie pt. „Polityka prawa”. Wynik dyskusji na temat węzłowych zagadnień legislacyjnych przeprowadzanych na forum PTL podsumowywany jest niejednokrotnie w formie publicznych oświadczeń, czego przykładem jest „Oświadczenie Zarządu PTL w sprawie procesu prawodawczego” wydane 10 grudnia 2003 r.
W 2016 w 20. rocznicę powstania Towarzystwa nakładem Wydawnictwa Sejmowego ukazała się publikacja: Legislacja czasu przemian, przemiany w legislacji. Księga jubileuszowa na XX-lecie Polskiego Towarzystwa Legislacji, red. Maciej Kłodawski, Alicja Witorska, Mariusz Lachowski, Warszawa 2016 ISBN 978-83-7666-444-6